# Marcin Ossoliński
Marcin Ossoliński herbu Topór (zm. 1580) – rotmistrz królewski (1570) starosta krzeczowski (1576), chorąży krakowski.
Syn Hieronima (zm. ok. 1576) – kasztelana sandomierskiego  i  Katarzyny Zborowskiej. Miał sześciu braci i siostrę Zofię.
W 1575 roku podpisał elekcję Maksymiliana II Habsburga. Po śmierci ojca w 1576 r., został dziedzicem  części Ossolina, Bolesławia, Tarnogrodu i Wykowa. 
Był rotmistrzem wojsk Stefana Batorego w wojnach o  Gdańsk w 1577 r. i Moskwą w l. 1558–1570.    
I tak jak jego brat Jan Zbigniew Ossoliński – sekretarz królewski - podczas wojny moskiewskiej, prawdopodobnie wystawił własny poczet i walczył pod Połockiem, Wielkimi Łukami,  i Pskowem.
Mąż od 1575 Jadwigi Herburt, z którą miał sześcioro dzieci; Feliksa, Jana, Szymona, Kacpra, Jadwigę i Elżbietę.